# Tritonsee
Der Tritonsee (altgriechisch Τριτωνὶς λίμνη Tritonis limne, lateinisch Tritonis Lacus bzw. Tritonis Palus) ist möglicherweise identisch mit einem großen Salzsee im heutigen Südtunesien, arabisch Schott el-Dscherid/Chott Djerid genannt.
Offenbar hat dieser See im Altertum durch den Fluss Triton (Τρίτων ποταμός bei Herodot) mit dem Mittelmeer in Verbindung gestanden. Er wurde nach Triton benannt, als dessen Heimat er mitunter dargestellt wird. Nach Herodot lag im Tritonsee die Insel Phla (Φλά). In der Argonautika des Apollonios von Rhodos half Triton den Argonauten, als ihr Schiff in seinem See festlag.
Wie viele andere Gewässer auch, wurde er im Zuge der Atlantisforschung mit der sagenhaften untergegangenen Stadt in Verbindung gebracht; diese Theorie wurde hauptsächlich von Leo Frobenius, Paul Borchardt, Albert Herrmann und zuletzt von Ulrich Hofmann vertreten. Der Arzt und Amateur-Archäologe Evelino Leonardi lokalisierte ihn dagegen 1937 im Westen Mittelitaliens.
Eine andere Überlieferung, die von Diodorus Siculus niedergeschrieben wurde, bringt den Tritonsee (in wörtlicher Übersetzung Tritonsumpf) mit Amazonen in Verbindung, die auf der Insel Hespera im Tritonsumpf gelebt haben sollen.
Pausanias 1, 14, 6 gibt außerdem den Tritonsee als Geburtsort Athenes an.
Nach dem antiken Tritonsee wurde das gleichnamige Gewässer in Powerscourt Gardens benannt.